# Ramsbottomia
Ramsbottomia är ett släkte av svampar. Ramsbottomia ingår i familjen Pyronemataceae, ordningen skålsvampar, klassen Pezizomycetes, divisionen sporsäcksvampar och riket svampar.